# Gilbert Harman
Gilbert Harman (East Orange, 26 maggio 1938 – 13 novembre 2021) è stato un filosofo statunitense, che ha insegnato all'Università di Princeton dal 1963 fino al suo pensionamento nel 2017.
Ha ampiamente pubblicato in filosofia del linguaggio, scienze cognitive, filosofia della mente, etica, psicologia morale, epistemologia, teoria dell'apprendimento statistico e metafisica. Lui e George Miller hanno co-diretto il Cognitive Science Laboratory dell'Università di Princeton. Harman ha insegnato o co-insegnato corsi di ingegneria elettrica, informatica, psicologia, filosofia e linguistica.

## Biografia
Harman si è laureato presso lo Swarthmore College e ha preso un dottorato di ricerca all'dell'Università di Harvard, dove è stato supervisionato da Willard Van Orman Quine. Ha insegnato a Princeton dal 1963 fino al suo pensionamento nel 2017 come James S. McDonnell distinto professore universitario di filosofia. È stato nominato associato della Cognitive Science Society e associato della Association for Psychological Science. È anche membro dell'American Academy of Arts & Sciences. Ha ricevuto il premio Jean Nicod a Parigi nel 2005. Nel 2009 ha ricevuto il premio Behrman della Princeton University per il prestigioso risultato in discipline umanistiche. Il suo discorso di accettazione si intitolava "Abbiamo bisogno di un dipartimento di linguistica".
Alcuni dei suoi noti dottorandi includono Graham Oppy, Stephen Stich, Joshua Greene, Joshua Knobe, David Wong, Richard Joyce, R. Jay Wallace, James Dreier e Nicholas Sturgeon.
Sua figlia Elizabeth Harman è anche filosofa e membro del dipartimento di filosofia e del Center for Human Values dell'Università di Princeton.

## Epistemologia
Il resoconto di Harman del 1965 sul ruolo dell '"inferenza alla migliore spiegazione" —interferendo l'esistenza di ciò di cui abbiamo bisogno per la migliore spiegazione dei fenomeni osservabili — è stato molto influente. Nel lavoro successivo, ha sostenuto che ogni inferenza o ragionamento dovrebbe essere concepito come un "cambiamento in vista" razionale, bilanciando il conservatorismo contro la coerenza, dove la semplicità e le considerazioni esplicative sono rilevanti per la coerenza positiva e dove evitare l'incoerenza è rilevante per la coerenza negativa. Ha espresso dubbi sugli appelli alla conoscenza a priori e ha sostenuto che la logica e la teoria delle decisioni sono teorie di implicazione e coerenza e non dovrebbero essere interpretate come teorie che possono essere seguite: non sono teorie di inferenza o ragionamento.
In Thought and Change in View Harman sosteneva che le intuizioni sulla conoscenza sono utili nel pensare all'inferenza. Più recentemente, lui e Brett Sherman hanno suggerito che la conoscenza può basarsi su ipotesi che non sono esse stesse note. Lui e Sanjeev Kulkarni hanno suggerito che la teoria elementare dell'apprendimento statistico offre una sorta di risposta al problema filosofico dell'induzione.

## Mente
Harman ha anche sostenuto che l'esperienza percettiva ha "contenuto intenzionale" e che è importante non confondere le qualità dell'oggetto intenzionale dell'esperienza con le qualità dell'esperienza. I percettori sono consapevoli solo delle qualità che vengono presentate loro nell'esperienza, al contrario delle proprietà dell'esperienza che rappresentano ciò che sperimentiamo come una sorta di pittura mentale.
Ha anche proposto che gli stati percettivi e altri stati psicologici sono auto-riflessivi in modo che il contenuto di un'esperienza percettiva possa essere: questa esperienza è il risultato della percezione di un albero con tali e tali caratteristiche (tranne che l'esperienza non è nel linguaggio). Il contenuto di un'intenzione potrebbe essere: questa stessa intenzione mi porterà a tornare a casa entro le sei.

## Etica
In The Nature of Morality, Harman, basandosi sull'inferenza alla migliore spiegazione, ha sostenuto che non ci sono fatti morali oggettivi perché non abbiamo bisogno di tali fatti per spiegare i nostri giudizi morali. Ha sostenuto che non esiste un'unica vera morale. Sotto questo aspetto, il relativismo morale è vero. (Questo tipo di relativismo morale non è una teoria su cosa significhino le persone comuni con i loro giudizi morali.)
Harman ha respinto i tentativi di basare la teoria morale sulle concezioni della prosperità umana e dei tratti caratteriali e ha espresso scetticismo sulla necessità che una persona buona sia sensibile alla colpa o alla vergogna morale.

## Lavori
Monografie:
- Thought (Princeton, 1973) ISBN 0-691-07188-8
- The Nature of Morality: An Introduction to Ethics (Oxford, 1977) ISBN 0-19-502143-6
- Cambio di visione: Principles of Reasoning (MIT, 1986) ISBN 0-262-58091-8
- Scetticismo e definizione della conoscenza (Garland, 1990) [Questa è la tesi di dottorato di Gilbert Harman, presentata all'Università di Harvard nel 1964]
- (con Judith Jarvis Thomson), Relativismo morale e obiettività morale (Blackwell, 1996) ISBN 0-631-19211-5
- Ragionamento, significato e mente (Clarendon, 1999) ISBN 0-19-823802-9
- Spiegare il valore e altri saggi di filosofia morale (Clarendon, 2000) ISBN 0-19-823804-5
- (con Sanjeev Kulkarni) Ragionamento affidabile: teoria dell'induzione e dell'apprendimento statistico (MIT Press, 2007)
- (con Sanjeev Kulkarni) Un'introduzione elementare alla teoria dell'apprendimento statistico (Wiley, 2012).

Modificato:
- (con Donald Davidson), Semantics of Natural Language (D. Reidel, 1972)
- On Noam Chomsky : Critical Essays (Anchor, 1974)
- (con Donald Davidson), The Logic of Grammar (Dickenson, 1975)
- Conceptions of the Human Mind: Essays in Honor of George A. Miller (Laurence Erlbaum, 1993)
- (con Ernie Lepore), A Companion to WVO Quine (Wiley, 2014)